# Rata d'Enggano
La rata d'Enggano (Rattus enganus) és una espècie de mamífer rosegador de la família dels múrids. És endèmica de l'illa d'Enggano (Indonèsia). Es creu que el seu hàbitat natural són els boscos. Està amenaçada per la pèrdua d'hàbitat i, possiblement, per la competència amb la rata negra (R. rattus). L'espècie és coneguda a partir d'un únic espècimen, l'holotip, que fou trobat a principis del segle xx. És molt probable que s'hagi extingit, però encara no s'ha pogut confirmar aquest fet.